# Epicratinus pugionifer
Epicratinus pugionifer är en spindelart som beskrevs av Rudy Jocqué och Léon Baert 2005. Epicratinus pugionifer ingår i släktet Epicratinus och familjen Zodariidae. Inga underarter finns listade i Catalogue of Life.